# كنيسة أم المشورة الصالحة

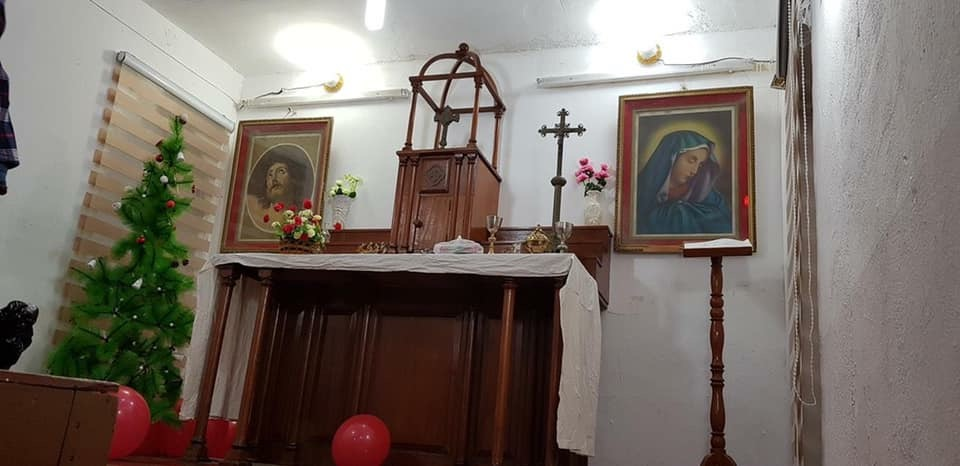

تعد كنيسة ام المشورة الصالحة وسط بعقوبة مع كنيسة البشارة للكلدان في خانقين من أبرز المعالم المسيحية في محافظة ديالى
وتعد من أقدم الكنائس في محافظة ديالى حيث تم انشائها في اربعينيات القرن الماضي وتم ترك هذه الكنيسة سنة 2006 بسبب سيطرة تنظيم القاعدة الإسلامي على مدينة بعقوبة حيث تم تهجير غالبية المسيحين من المدينة وكان تعدادهم أكثر من ثلاث الاف شخص. اما اليوم فيوجد فقط 25 عائلة مسيحية.
وبعد استقرار الأوضاع الأمنية في مدينة بعقوبة رممت هذه الكنيسة وأعيد افتتاحها بعد حوالي 13 سنة من إغلاقها بواسطة منظمات إنسانية في المدينة مثل منظمة ديالاس وفريق نساء الحالمات التطوعي بالتعاون مع شرطة ديالى بحضور الأستاذ هاني قسطو من رئاسة الوقف المسيحي وأقيمت أول صلاة لمسيحيي ديالى فيها في 1 كانون الثاني 2019. واليوم تقام فيها الصلاوات والقداديس ومراسيم الزواج والعزاء.